# Death of a Clown
"Death of a Clown" is een nummer van de Britse zanger Dave Davies uit 1967.

## Achtergrond
Davies schreef het nummer samen met zijn broer Ray Davies. Hoewel ze samen The Kinks vormden, bracht Dave Davies dit nummer als zijn debuutsolo-single uit. De single staat ook op het album Something Else by the Kinks van de band. Ray Davies en zijn toenmalige vrouw Rasa verzorgen beiden de achtergrondzang op het nummer.
In een interview verklaarde Dave Davies dat hij zijn inspiratie voor het nummer had gekregen toen hij na afloop van een feestje iedereen "decadent" zag rondlopen, als "gedresseerde zeehonden". Dit riep bij hem de associatie op met een circusclown.

## Ontvangst
Het nummer scoorde goed in de Europese hitlijsten en haalde de tweede plek in de Nederlandse Top 40 en der derde plek in de UK Singles Chart. Aangemoedigd door dit succes nam Dave Davies nog enkele singles op. Deze waren beduidend minder succesvol, waarna hij zich weer toelegde op het werk met The Kinks. Nieuw solowerk volgde pas weer in 1980, met het debuutalbum AFL1-3603.

### NPO Radio 2 Top 2000
| Nummer met noteringen in de NPO Radio 2 Top 2000 | '99  | '00  | '01  | '02  | '03  | '04  | '05  | '06  | '07  | '08  |
| ------------------------------------------------ | ---- | ---- | ---- | ---- | ---- | ---- | ---- | ---- | ---- | ---- |
| Death of a Clown                                 | 1251 | 1249 | 1604 | 1572 | 1652 | 1543 | 1940 | 1752 | 1762 | 1683 |

1. ↑  Een vetgedrukt getal geeft de hoogste notering aan.
2. ↑  Deze tabel is bijgewerkt tot en met de laatste editie (2024).